# Datîn, Ratne
Datîn (în ucraineană Датинь) este localitatea de reședință a comunei Datîn din raionul Ratne, regiunea Volînia, Ucraina.

## Demografie
Componența lingvistică a localității Datîn
     Ucraineană (99,77%)
     Alte limbi (0,23%)
Conform recensământului din 2001, majoritatea populației localității Datîn era vorbitoare de ucraineană (99,77%), existând în minoritate și vorbitori de alte limbi.